# Referéndum constitucional de Sudáfrica de 1983
El miércoles 2 de noviembre de 1983 se celebró un referéndum en Sudáfrica para decidir la aprobación de una nueva constitución. En esta votación la población blanca tuvo la oportunidad de aprobar o rechazar la Constitución de 1983. La constitución introdujo el Parlamento Tricameral, en el cual los sudafricanos mulatos (coloured) y de origen indio serían representados en cámaras parlamentarias separadas, mientras que los sudafricanos negros continuarían estando sin representación. El referéndum fue aprobado con un 66,3% de la población votando a su favor; de esa manera, la nueva constitución se hizo efectiva el 3 de septiembre de 1984.

## Antecedentes
En 1981 el senado de Sudáfrica fue abolido y reemplazado con el Consejo del Presidente, el cual era un cuerpo de asesores compuesto de sesenta miembros nominados por los grupos poblacionales blanco, mestizo, indio y chino. Luego de una solicitud por parte del primer ministro Botha, el Consejo del Presidente presentó una serie de propuestas en 1982 para llevar a cabo reformas constitucionales y políticas. Estas propuestas solicitaron la implementación de un sistema que permitiera "compartir el poder" entre las comunidades blanca, mestiza e india.
El ala derecha del partido gobernante, el Partido Nacional (PN) rechazó esta propuesta y un grupo de sus parlamentarios, liderados por el Dr. Andries Treurnicht un ministro del gabinete y el líder del PN en la provincia de Transvaal, se separaron para formar el Partido Conservador (PC) y así luchar por un regreso al apartheid en su forma original. Sin embargo, Botha se mantuvo a favor de la implementación de las propuestas del Consejo del Presidente y en 1983 el gobierno del PN lanzó un nuevo marco constitucional. Se llamó a un referéndum para poder determinar el apoyo del público entre los votantes blancos.

## Oposición
Tanto el Partido Progresista Federal (PFP según sus siglas en inglés), que estaba en contra de la exclusión de los negros, al igual que el PC, que estaba en contra de la participación de los coloureds y los indios, hicieron campaña para el "No". No obstante, muchos simpatizantes del PFP y partes de la prensa de habla inglesa que estaba en contra del gobierno apoyaron la nueva constitución como "un paso en la dirección correcta". La oposición conservadora a las reformas utilizó pancartas que decían "¡Rodesia votó sí - vota no!", reflejando la transformación al gobierno mayoritario en Rodesia.
El Frente Democrático Unido (FDU) fue lanzado como una coalición no-racial para oponerse al referéndum y las posteriores elecciones para las cámaras coloureds e indias en el parlamento.

## Resultados

Resultados del referéndum por región

¿Está usted en favor de la implementación de la Ley Constitucional de 1983, según fue aprobada por el Parlamento?

Is U ten gunste van die inwerkingtreding van die Grondwet, 1983, soos deur die Parlement goedgekeur?

| Decisión                           | Votos     | %     |
| ---------------------------------- | --------- | ----- |
| Sí                                 | 1.360.223 | 66,29 |
| No                                 | 691.577   | 33,71 |
| Inválidos/votos en blanco          | 10.669    | –     |
| Total                              | 2.062.469 | 100   |
| Votantes registrados/participación | 2.713.000 | 76,02 |
| Fuente:                            |           |       |

### Por región
Para propósitos de conteo, las provincias de Sudáfrica fueron divididas en varias áreas de referéndum. La siguiente tabla muestra los resultados en cada área.
| Área                    | Sí                      | Sí                      | No                      | No                      | Votos válidos           | Votos inválidos         | Total                   |
| Área                    | Votos                   | %                       | Votos                   | %                       | Votos válidos           | Votos inválidos         | Total                   |
| Cabo de Buena Esperanza | Cabo de Buena Esperanza | Cabo de Buena Esperanza | Cabo de Buena Esperanza | Cabo de Buena Esperanza | Cabo de Buena Esperanza | Cabo de Buena Esperanza | Cabo de Buena Esperanza |
| ----------------------- | ----------------------- | ----------------------- | ----------------------- | ----------------------- | ----------------------- | ----------------------- | ----------------------- |
| Beaufort West           | 22.502                  | 74,42                   | 7.733                   | 25,58                   | 30.235                  | 93                      | 30.328                  |
| Ciudad del Cabo         | 221.511                 | 75,61                   | 71.456                  | 24,39                   | 292.967                 | 1.229                   | 294.196                 |
| East London             | 53.202                  | 77,91                   | 15.087                  | 22,09                   | 68.289                  | 255                     | 68.544                  |
| George                  | 31.256                  | 73,23                   | 11.426                  | 26,77                   | 42.682                  | 141                     | 42.823                  |
| Kimberley               | 34.815                  | 66,05                   | 17.898                  | 33,95                   | 52.713                  | 110                     | 52.823                  |
| Port Elizabeth          | 60.661                  | 70,08                   | 25.901                  | 29,92                   | 86.562                  | 208                     | 86.770                  |
| Total Cabo              | 423.947                 | 73,93                   | 149.501                 | 26,07                   | 573.448                 | 2.036                   | 575.484                 |
| Natal                   |                         |                         |                         |                         |                         |                         |                         |
| Durban                  | 123.783                 | 73,58                   | 44.442                  | 26,42                   | 168.225                 | 750                     | 168.975                 |
| Pietermaritzburg        | 50.519                  | 71,58                   | 20.060                  | 28,42                   | 70.579                  | 366                     | 70.945                  |
| Total Natal             | 174.302                 | 72,99                   | 64.502                  | 27,01                   | 238.804                 | 1.116                   | 239.920                 |
| Estado Libre de Orange  |                         |                         |                         |                         |                         |                         |                         |
| Bloemfontein            | 52.019                  | 65,86                   | 26.960                  | 34,14                   | 78.979                  | 331                     | 79.310                  |
| Kroonstad               | 55.486                  | 63,19                   | 32.321                  | 36,81                   | 87.807                  | 189                     | 87.996                  |
| Total E.L.O.            | 107.505                 | 64,46                   | 59.281                  | 35,54                   | 166.786                 | 520                     | 167.306                 |
| Transvaal               |                         |                         |                         |                         |                         |                         |                         |
| Germiston               | 113.600                 | 65,35                   | 60.241                  | 34,65                   | 173.841                 | 900                     | 174.741                 |
| Johannesburgo           | 194.396                 | 69,44                   | 85.554                  | 30,56                   | 279.950                 | 3.906                   | 283.856                 |
| Pietersburg             | 31.403                  | 47,42                   | 34.827                  | 52,58                   | 66.230                  | 247                     | 66.477                  |
| Pretoria                | 209.763                 | 57,13                   | 157.433                 | 42,87                   | 367.196                 | 1.035                   | 368.231                 |
| Roodepoort              | 105.307                 | 56,76                   | 80.238                  | 43,24                   | 185.545                 | 909                     | 186.454                 |
| Total Transvaal         | 654.469                 | 61,01                   | 418.293                 | 38,99                   | 1.072.762               | 6.997                   | 1.079.759               |
| Total R.S.A.            | 1.360.223               | 66,29                   | 691.577                 | 33,71                   | 2.051.800               | 10.669                  | 2.062.469               |